# 平津戦役

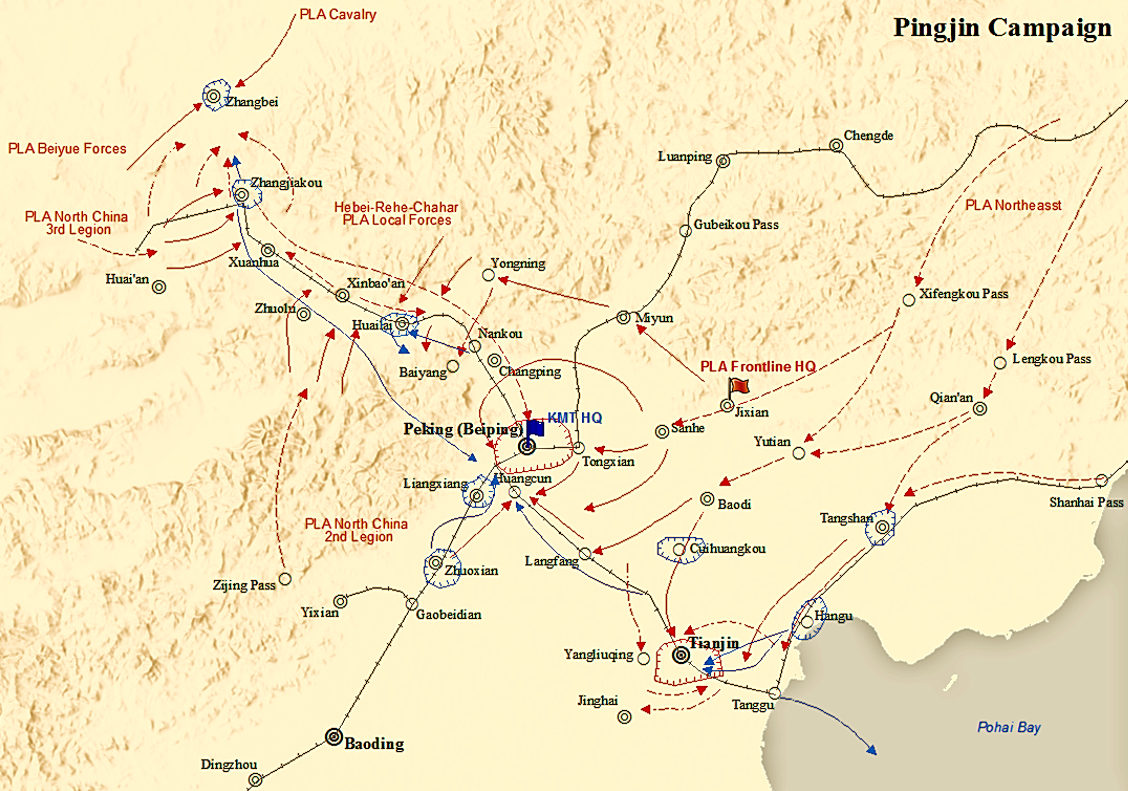
国共内戦における平津戦役の戦況

平津戦役（へいしんせんえき、簡体字: 平津战役; 繁体字: 平津戰役; 拼音: Píngjīn Zhànyì）、平津の戦いは、国民政府に対する国共内戦の最後の局面において中国人民解放軍により行われた三大戦役の一つである。
この戦役は1948年11月29日から1949年1月31日まで64日間続き、国民政府による華北平原の支配が終わった。平津という用語は北平（現在の北京）と天津を指す。

## 背景
1948年の冬頃には、華北における勢力の均衡が次第に人民解放軍の有利に傾いていった。遼瀋戦役が終結した後に、林彪と羅栄桓が率いる中国共産党の第4野戦軍が華北平原に入ると、傅作義と南京の国民政府は承徳、保定、山海関、秦皇島をまとめて放棄し、自軍を北平、天津、張家口に撤退させ、守りを固めることに決めた。国民政府はこれらの戦力を保ち別の大きな戦役が進行している徐州を強化するか、必要ならば近隣の綏遠省に撤退することを望んでいた。

## 前触れ
戦役に備えて、人民解放軍は太原に向けた第1野戦軍の進軍を停止した。また、第3野戦軍が集寧区から北平に配備されていたためにフフホトへの攻撃は控えられた。

## 戦役

### 張家口

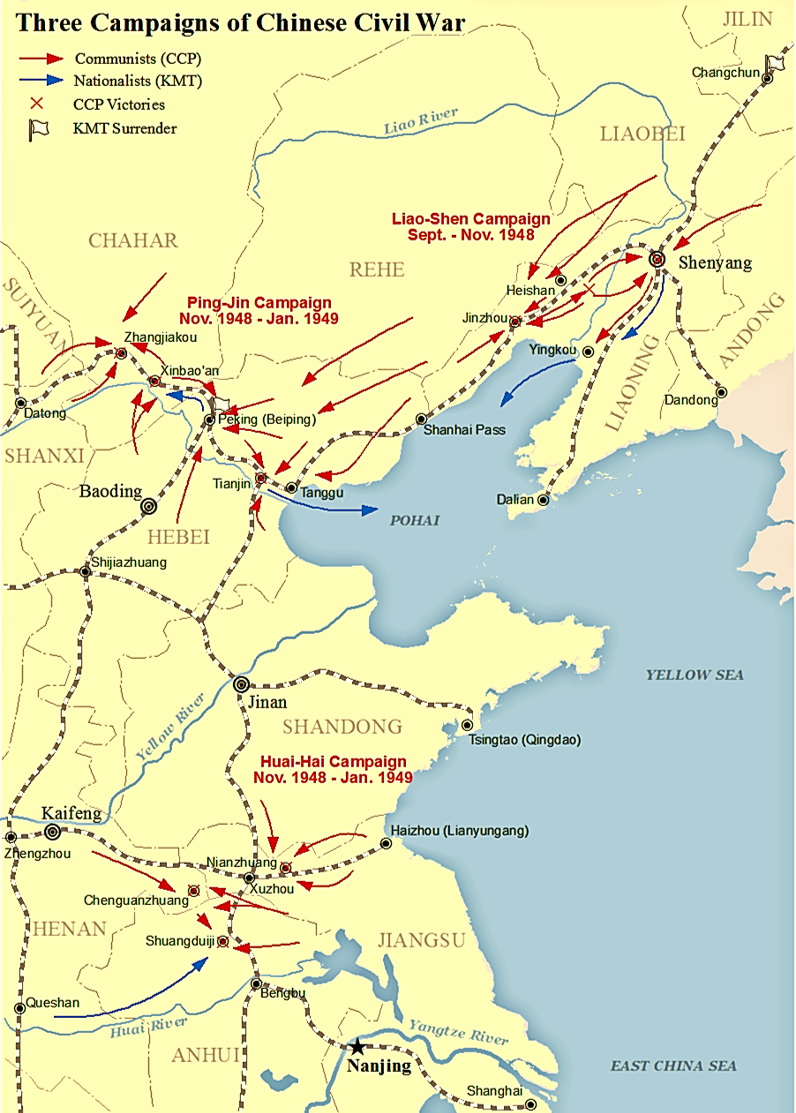
国共内戦における三大戦役の一つである平津戦役の戦況を表す地図

1948年11月29日、人民解放軍が張家口を攻撃し、すぐに傅作義は北平の第35軍と懐来の第104軍に対して都市の防衛を強化するように命じた。12月2日、人民解放軍の第2野戦軍は涿鹿に接近し始め、第4野戦軍は12月5日に密雲を占領し懐来に向けて進軍した。その間、第2野戦軍は涿鹿の南に接近した。北平が包囲される危険性が高まり、人民解放軍により包囲され破壊されるのを防ぐため、傅作義は第35軍と第104軍を張家口から呼び戻した。

### 新保安
張家口から引き返す途上で、第35軍は新保安で共産党軍に包囲されていた。北平からの援軍は共産党軍に阻まれ、駆け付けることができなかった。戦況が悪化し、傅作義は12月14日に中国共産党との交渉を秘密裏に試みたが、最終的に12月19日に拒否された。その後、人民解放軍は12月21日に攻撃を開始し、翌晩に占領した。共産党軍が都市内部に侵入すると、第35軍の司令官郭景雲は自殺し、残りの国民政府軍は張家口に撤退しようとしたところで壊滅した。

### 天津
張家口と新保安が占領された後に、人民解放軍は1949年1月2日から天津の周辺に部隊を集め始め、南部の淮海戦役が終結してからまもなく、1月14日に天津への最終攻撃を開始した。29時間の戦闘を経て、司令官の陳長捷を含む国民政府軍の第62軍と第86軍および10個師団の兵士の合計13,000人が戦死するか捕虜になった。参戦した第17軍集団と第87軍の残りの兵士は1月17日に海路で南に撤退した。

## 北平の降伏
共産党軍が天津を陥落させると、北平の国民政府軍の部隊が事実上孤立した。傅作義は1月21日に和平交渉を開始することに決め、翌週には国民政府軍26万人が即時降伏を見越して北平市内から退出した。1月31日、人民解放軍の第4野戦軍が北平を占領し、戦役が終結した。

## 大衆文化
中国のドラマ『新世界』は包囲中の北平が舞台となっている。

### 引用
1. 1 2  Lew 2009, p. 126.